# North East (Maryland)
North East is een plaats (town) in de Amerikaanse staat Maryland, en valt bestuurlijk gezien onder Cecil County.

## Demografie
Bij de volkstelling in 2000 werd het aantal inwoners vastgesteld op 2733.
In 2006 is het aantal inwoners door het United States Census Bureau geschat op 2846, een stijging van 113 (4.1%).

## Geografie
Volgens het United States Census Bureau beslaat de plaats een oppervlakte van
4,2 km², waarvan 4,1 km² land en 0,1 km² water. North East ligt op ongeveer 25 m boven zeeniveau.

## Plaatsen in de nabije omgeving
De onderstaande figuur toont nabijgelegen plaatsen in een straal van 16 km rond North East.